# 小德爾恩湖
52°59′40″N 13°34′52″E / 52.99444°N 13.58111°E
小德爾恩湖（德語：Kleindöllner See），是德國的湖泊，位於該國西南部，由勃蘭登堡州負責管轄，處於烏克馬克縣，長0.8公里、寬0.5公里，面積0.28平方公里，海拔高度56米，最大水深7米。